# Маріо Соннляйтнер
Маріо Соннляйтнер (нім. Mario Sonnleitner, нар. 8 жовтня 1986, Ворау) — австрійський футболіст, захисник клубу «Гартберг».
Відомий насамперед виступами за «Рапід» (Відень) і молодіжну збірну Австрії.

## Клубна кар'єра
Народився 8 жовтня 1986 року в місті Ворау. Вихованець юнацьких команд футбольних клубів «Грамбах» та ГАК (Грац).
У дорослому футболі дебютував 2003 року виступами за команду клубу ГАК (Грац).
Згодом з 2004 по 2007 рік грав у складі команд клубів «Капфенберг» та ГАК (Грац).
Своєю грою за останню команду привернув увагу представників тренерського штабу клубу «Штурм» (Грац), до складу якого приєднався 2007 року. Відіграв за команду з Граца наступні три сезони своєї ігрової кар'єри. Більшість часу, проведеного у складі «Штурма», був основним гравцем захисту команди.
2010 року перейшов до виденського «Рапіда», якому присвятив 11 років своєї кар'єри, провівши за цей час 265 матчів австрійської першості.
Влітку 2021 року 34-річний гравець уклав контракт з клбуом «Гартберг».

## Виступи за збірну
Протягом 2006–2008 років  залучався до складу молодіжної збірної Австрії. На молодіжному рівні зіграв у 17 офіційних матчах.

## Титули і досягнення
- Володар Кубка Австрії (1):

Штурм: 2009-10